# Monochroa cytisella
Monochroa cytisella là một loài bướm đêm thuộc họ Gelechiidae. Nó được tìm thấy ở hầu hết châu Âu.
Sải cánh dài 10–12 mm. Con trưởng thành bay vào tháng 7. Có một lứa một năm.
Ấu trùng ăn Pteridium aquilinum. The larvae feed in a slight gall in the main stem of bracken, often withering an adjacent side stem.